# Lista gatunków z rodzaju kocanki
Lista gatunków z rodzaju kocanki (Helichrysum) – lista gatunków z rodzaju roślin z rodziny astrowatych. Według bazy taksonomicznej Plants of the World Online w 2023 roku rodzaj liczył 556 gatunków.

## Lista gatunków
Nazwy zwyczajowe:.

- Helichrysum abbayesii Humbert
- Helichrysum abietifolium Humbert
- Helichrysum abietinum O.Hoffm.
- Helichrysum acervatum S.Moore

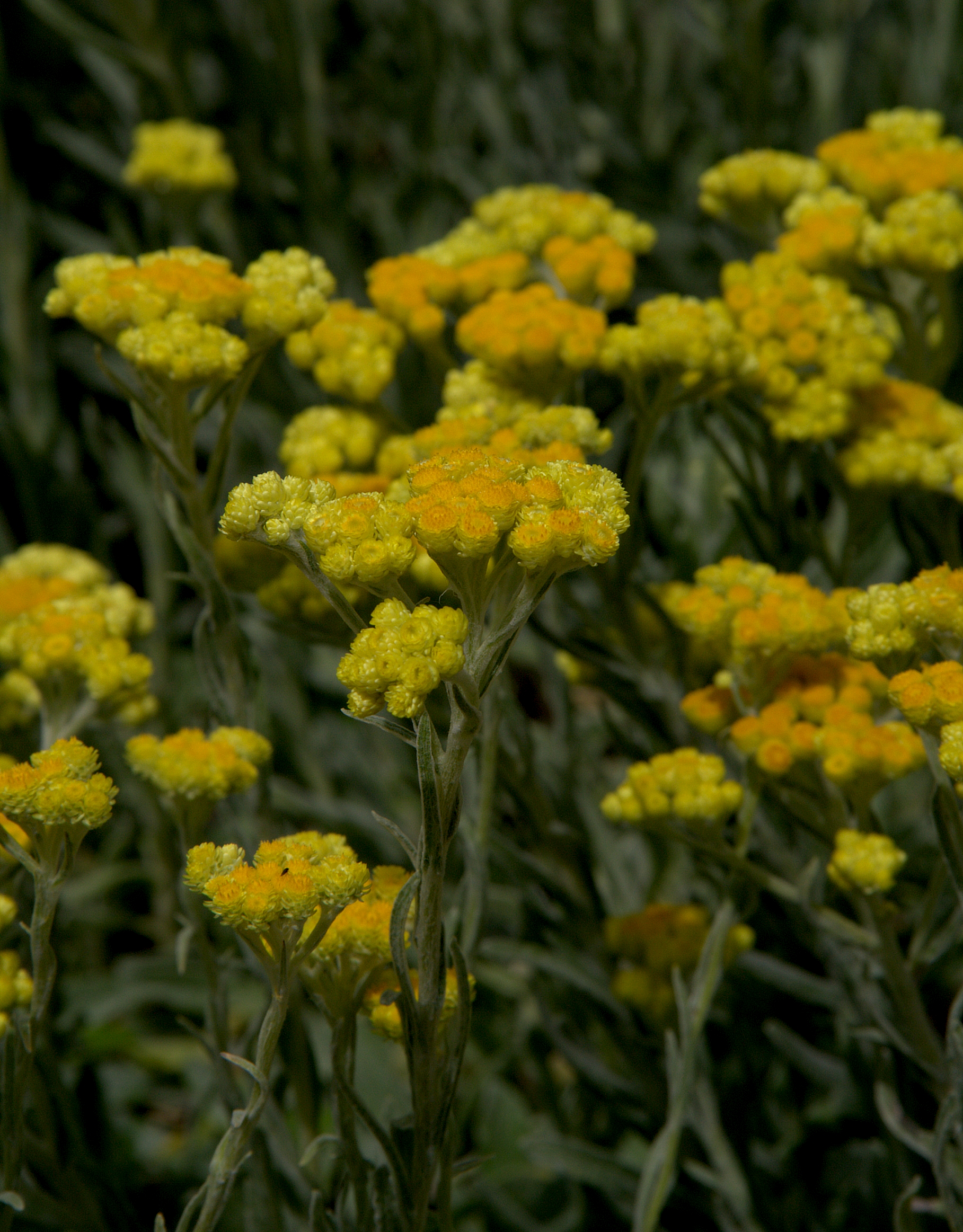
Kocanki piaskowe

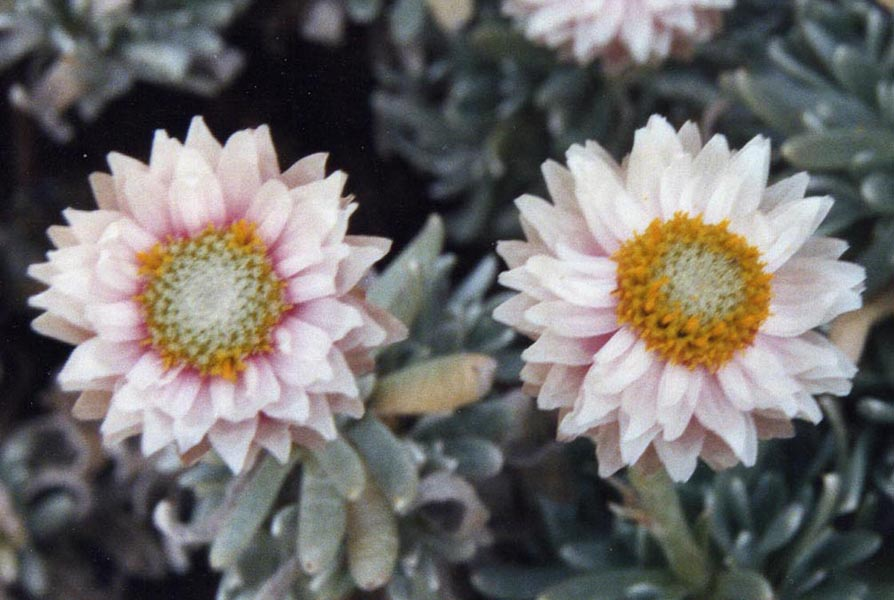
Helichrysum arwae

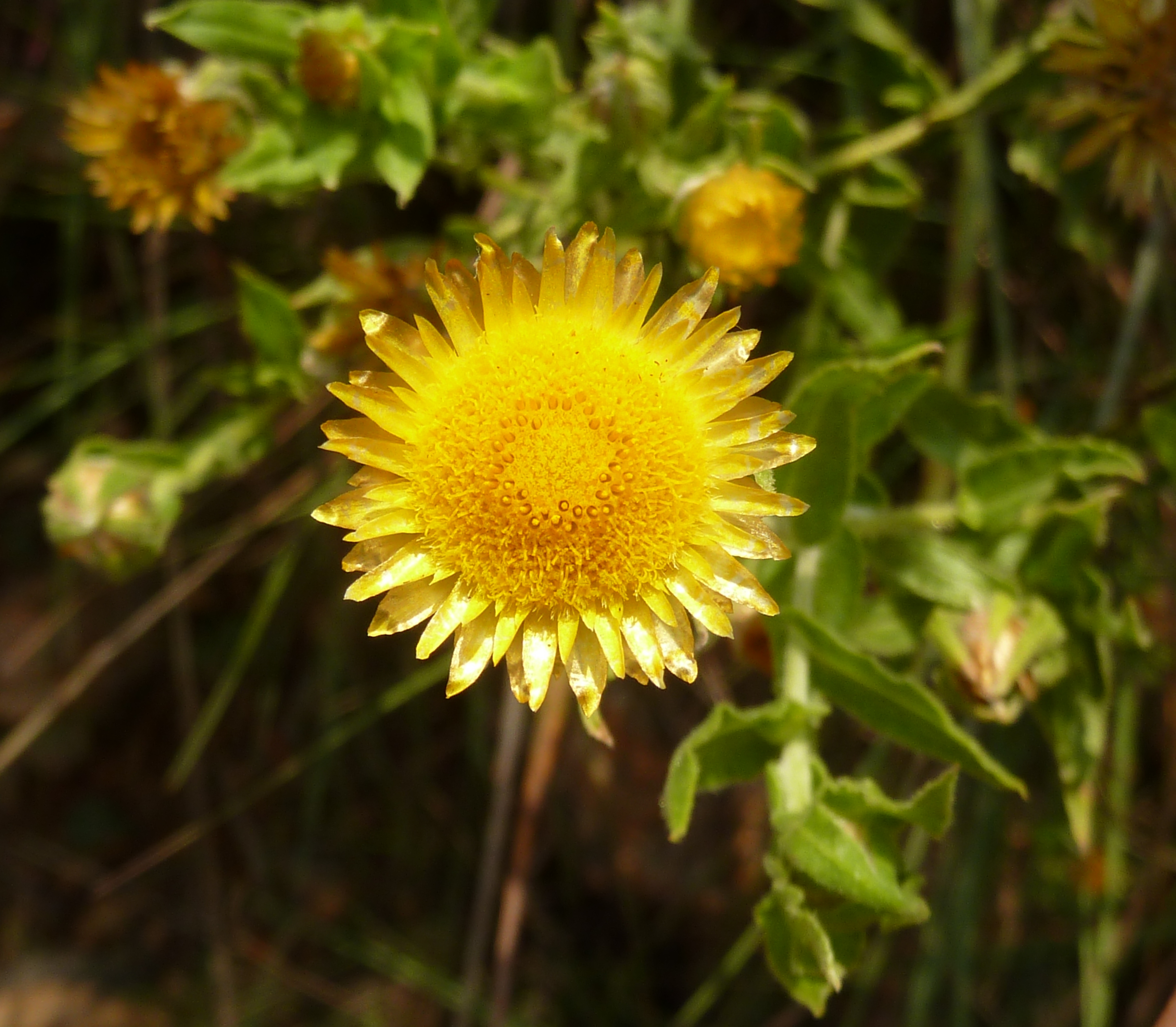
Helichrysum aureum

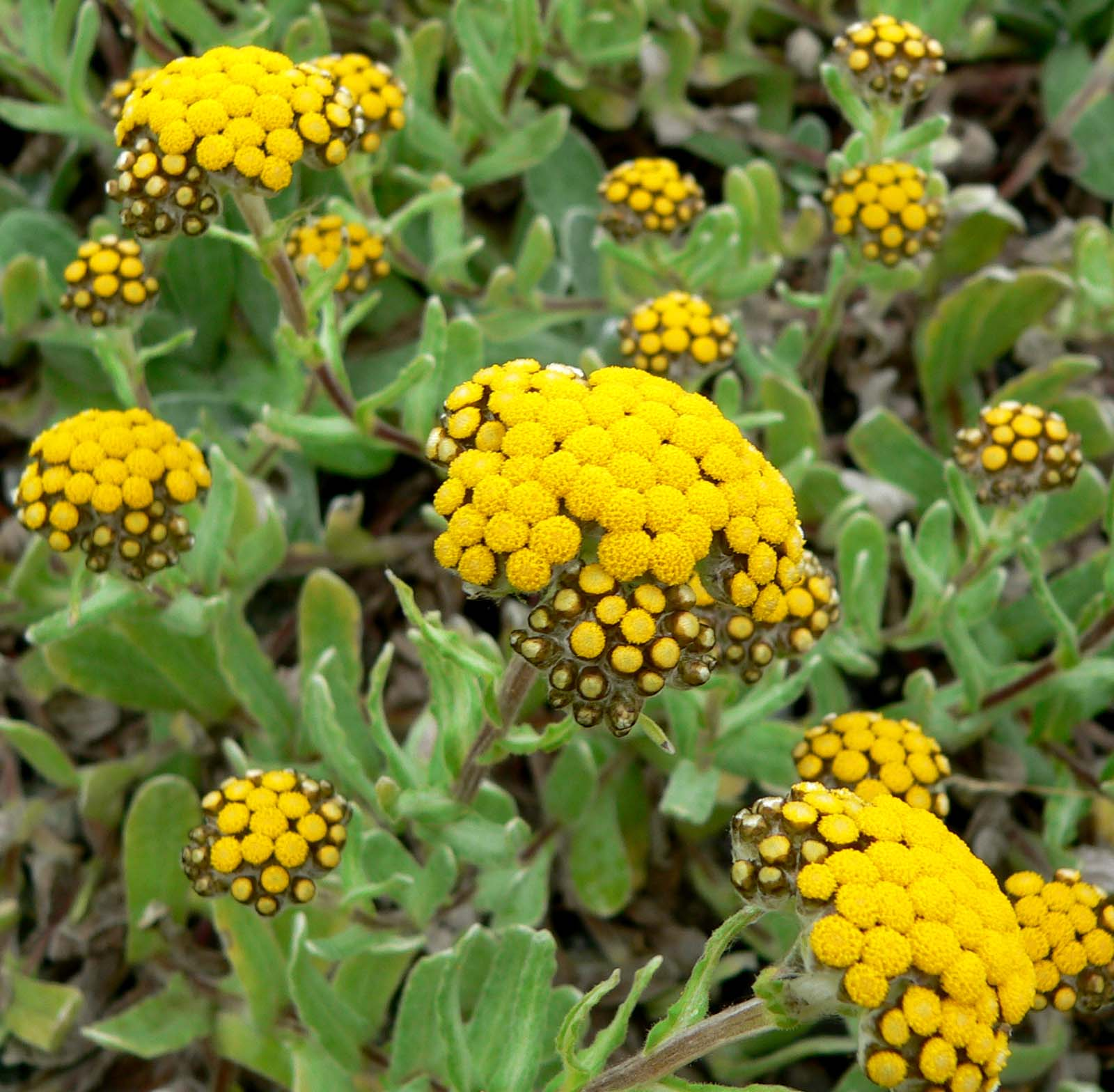
Helichrysum basalticum

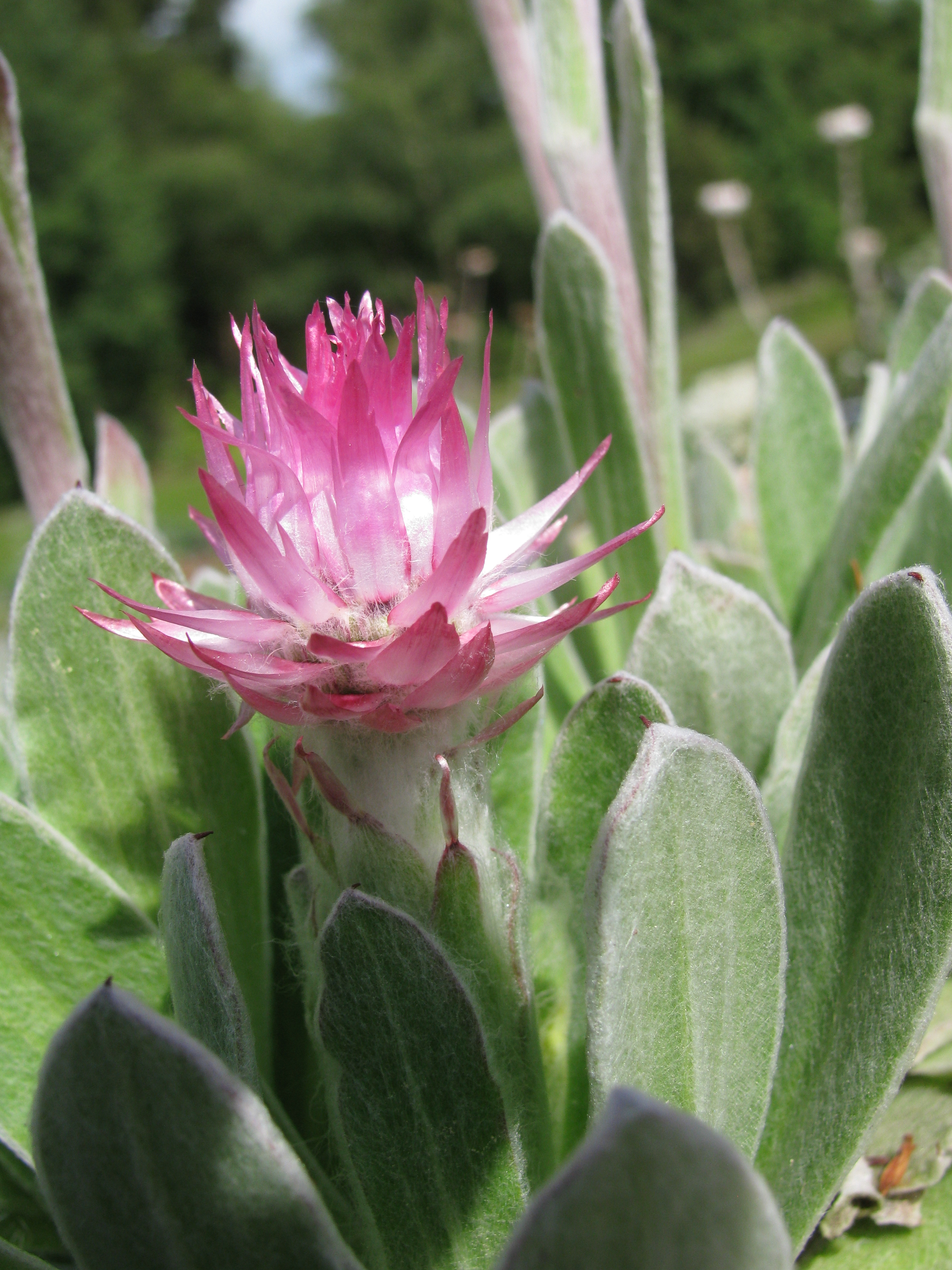
Helichrysum ecklonis

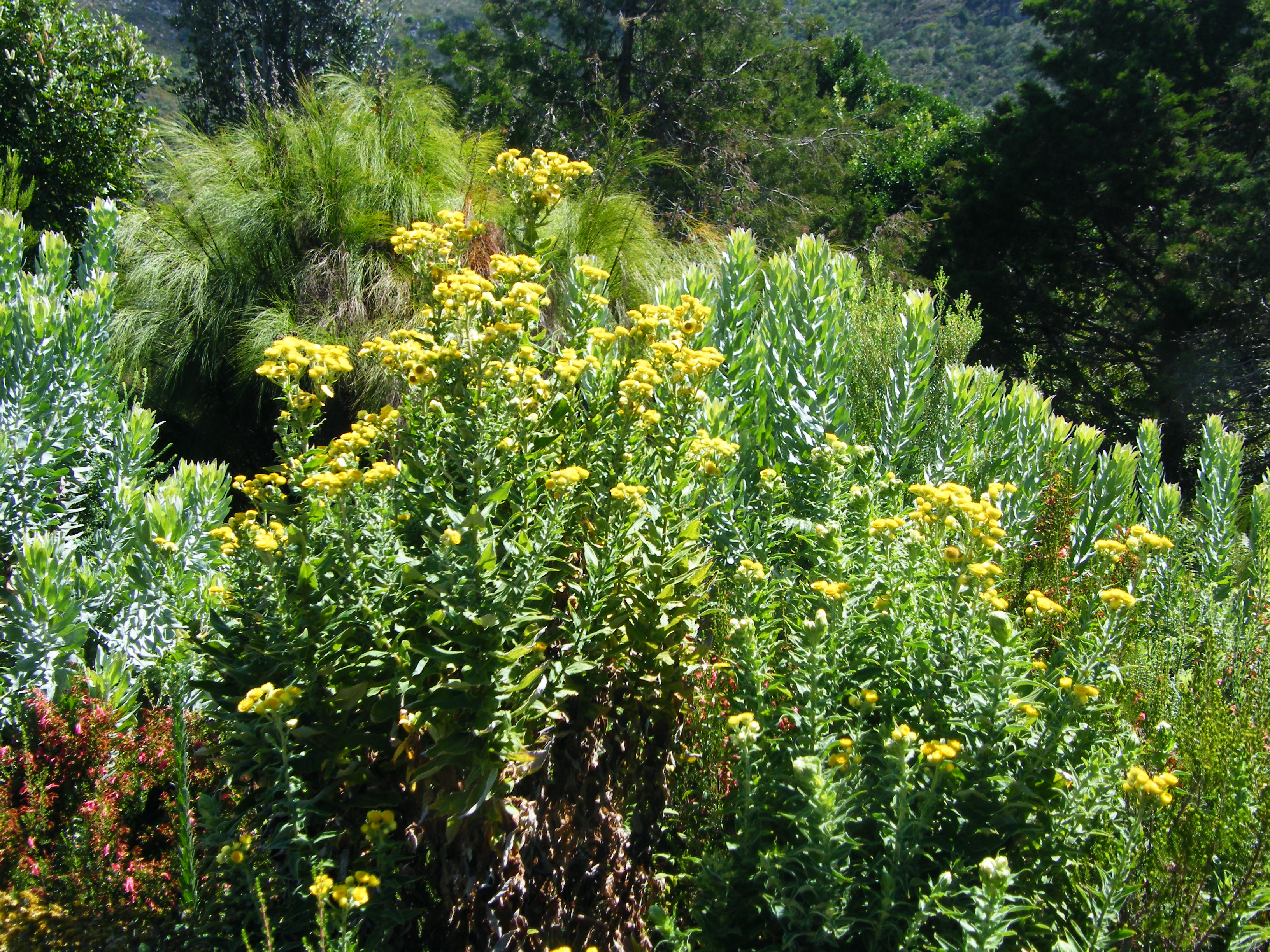
Helichrysum foetidum

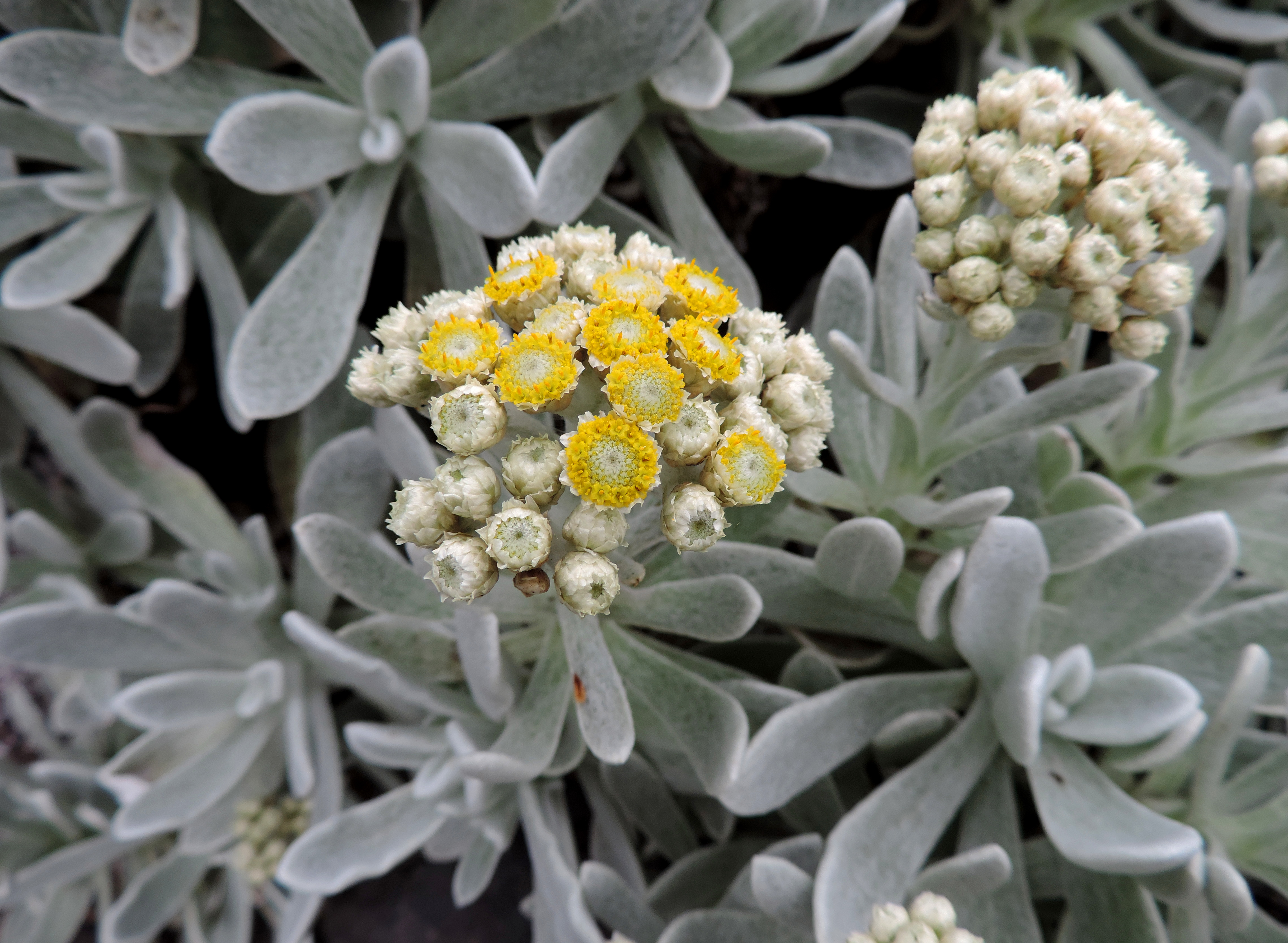
Helichrysum gossypinum

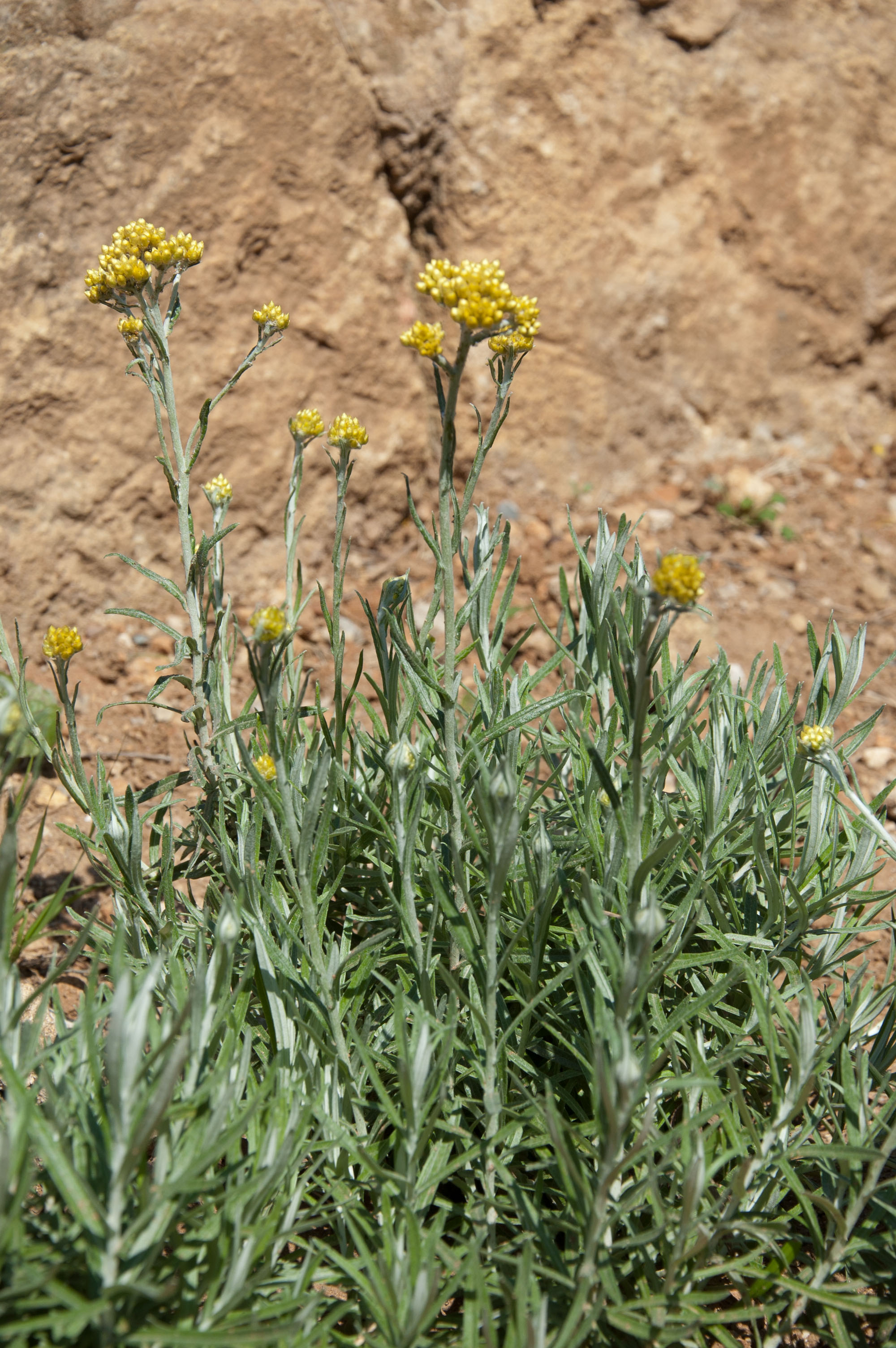
Helichrysum hyblaeum

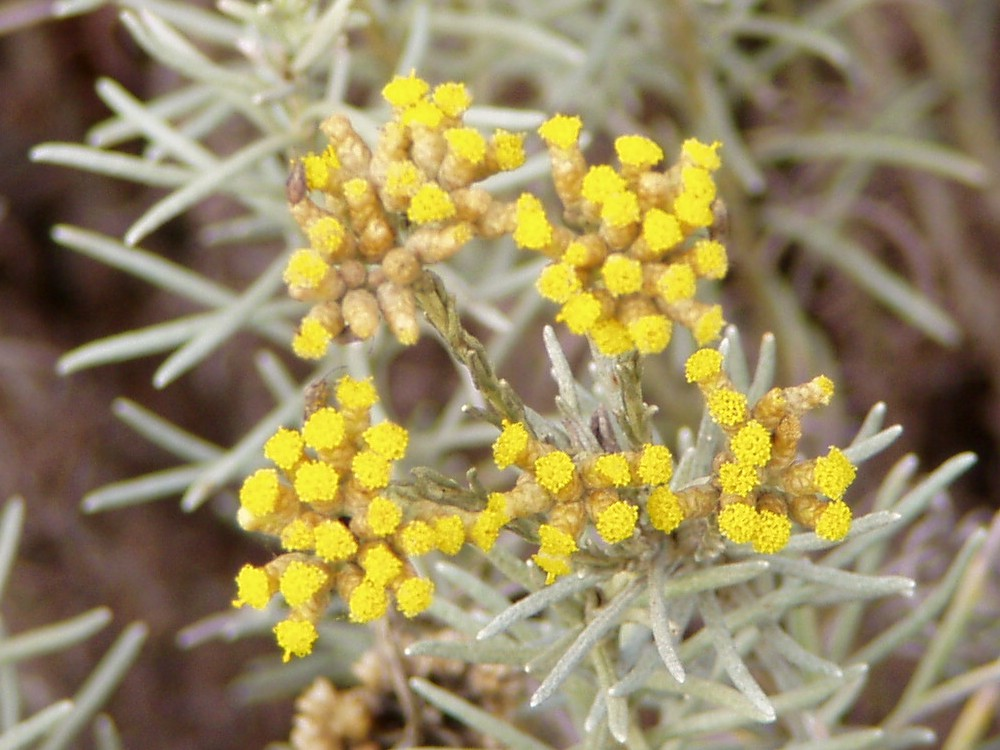
Kocanki włoskie

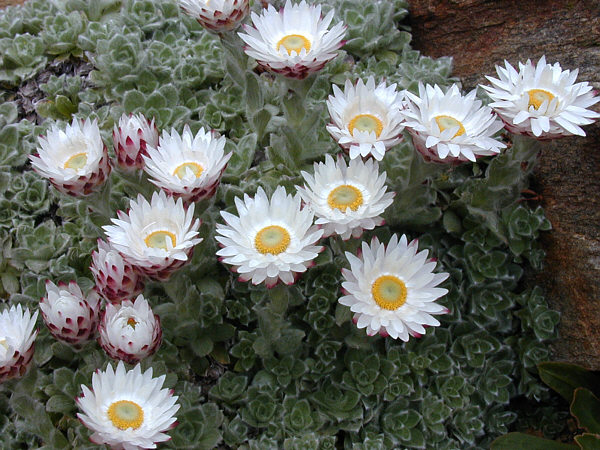
Helichrysum milfordiae

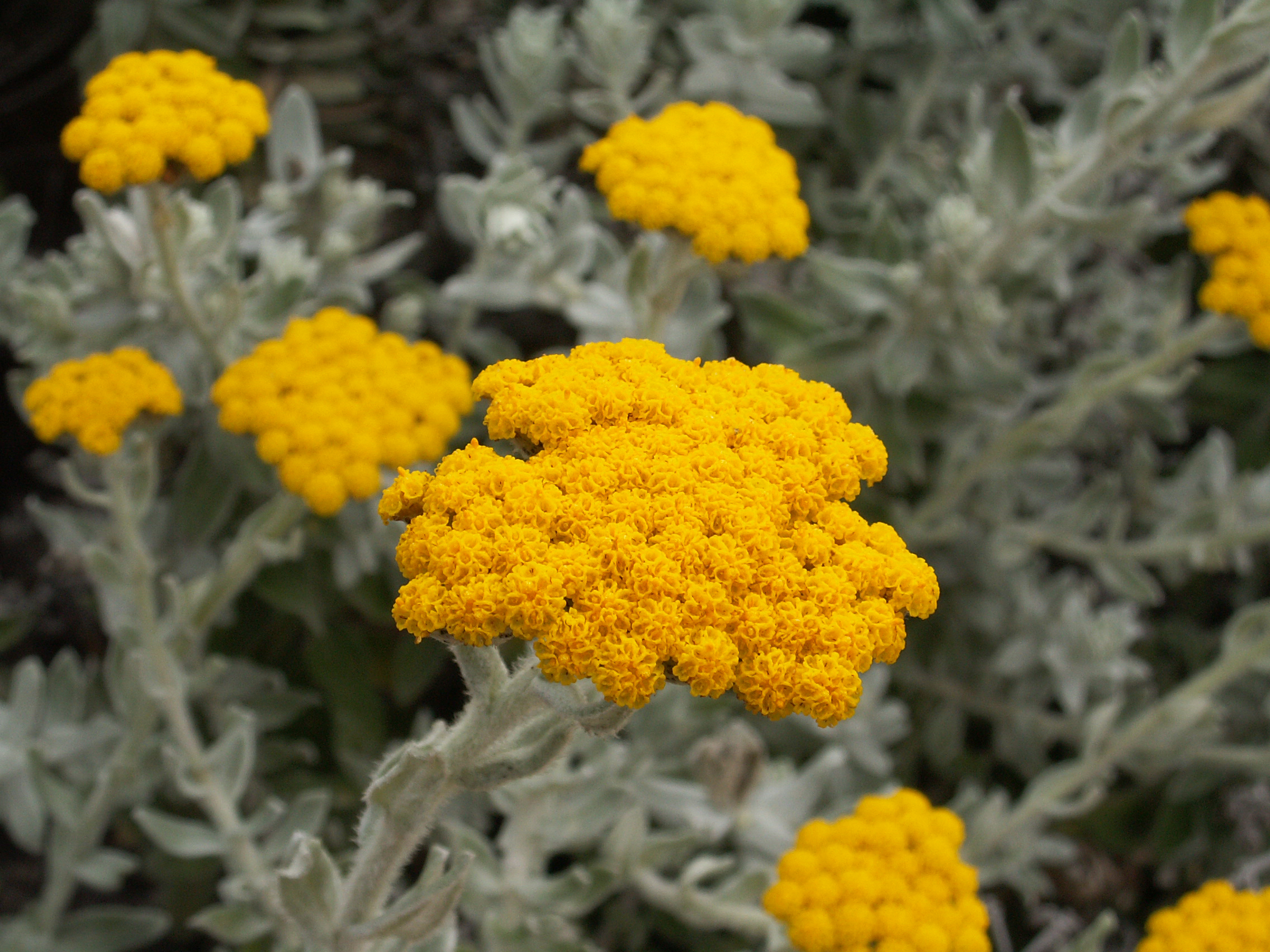
Helichrysum moeserianum

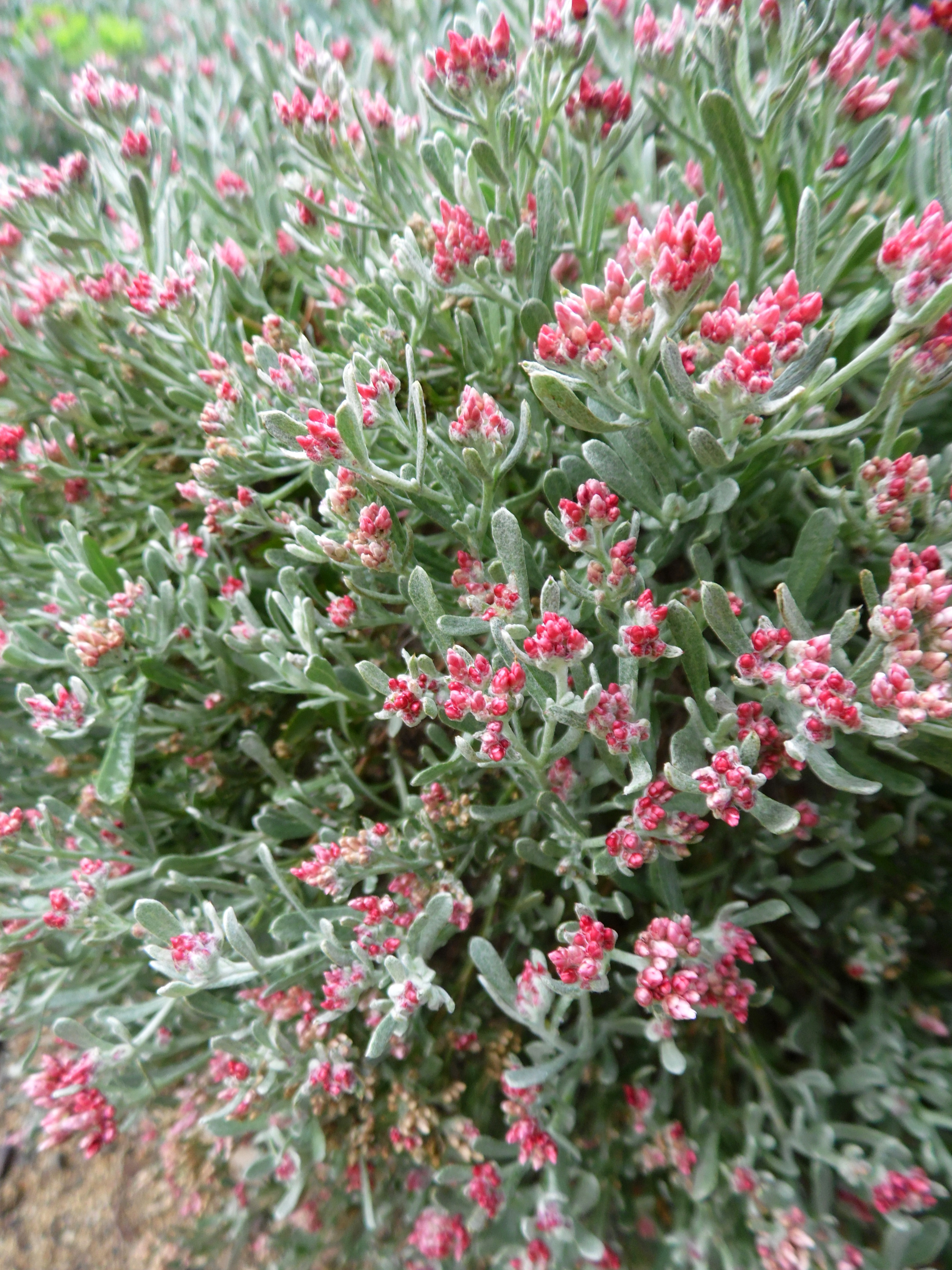
Helichrysum monogynum

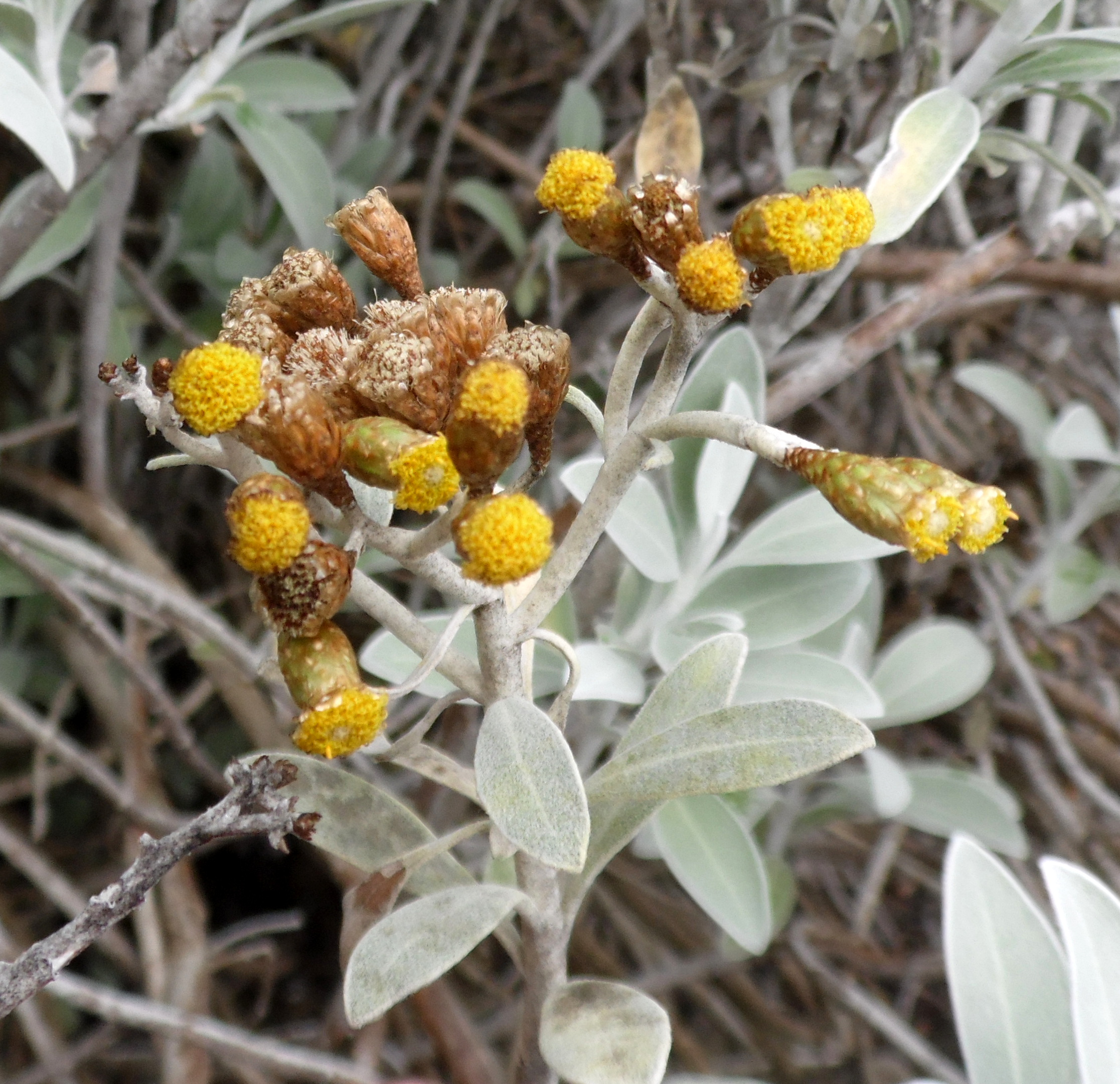
Helichrysum obconicum

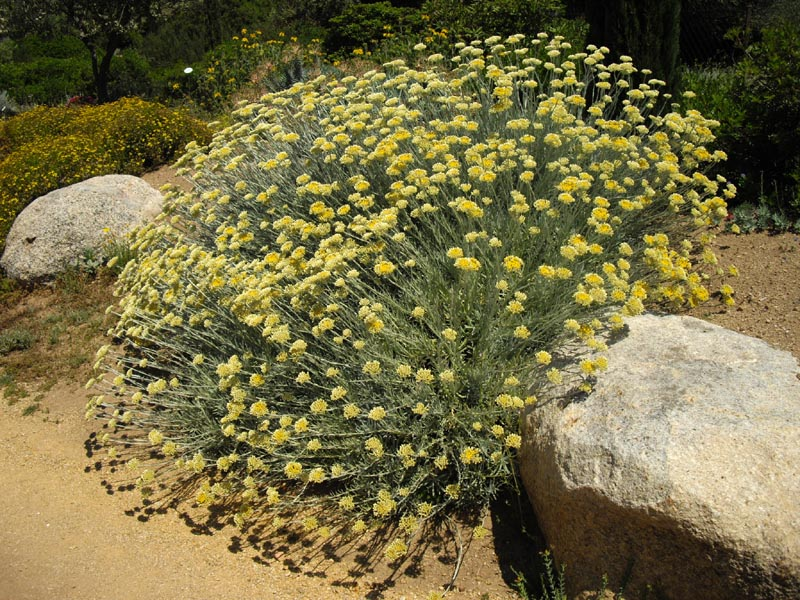
Helichrysum orientale

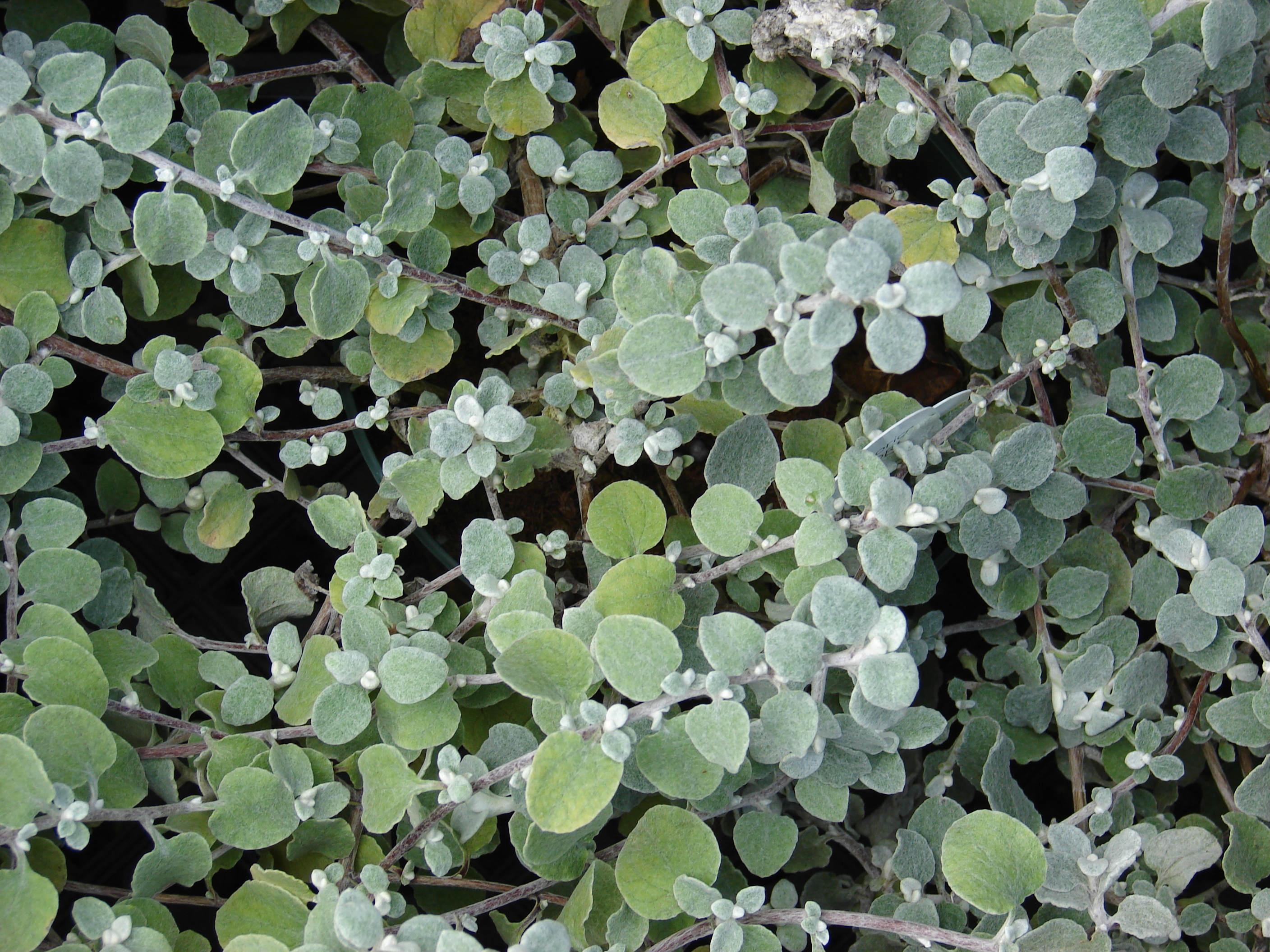
Kocanki włochate

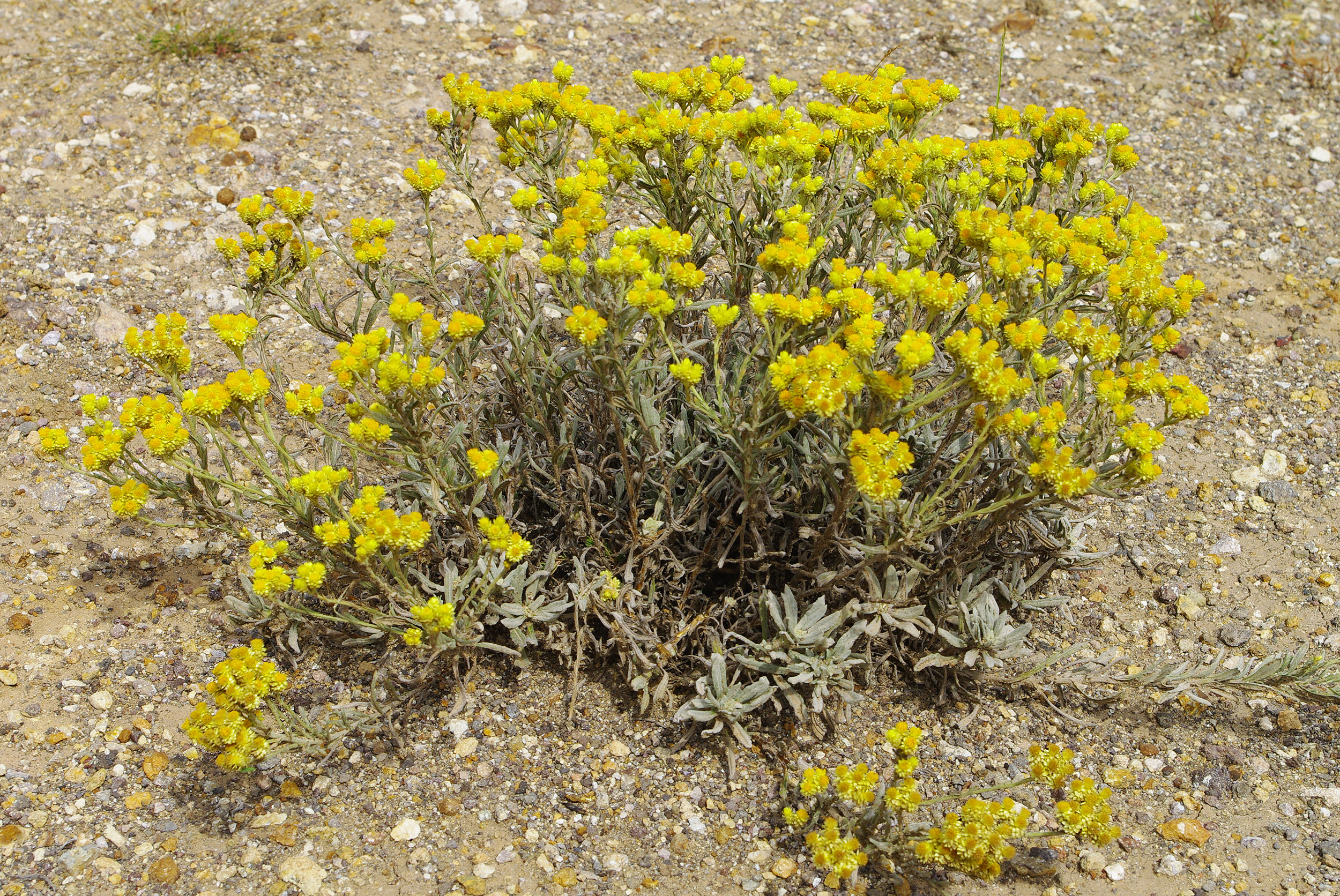
Helichrysum plicatum

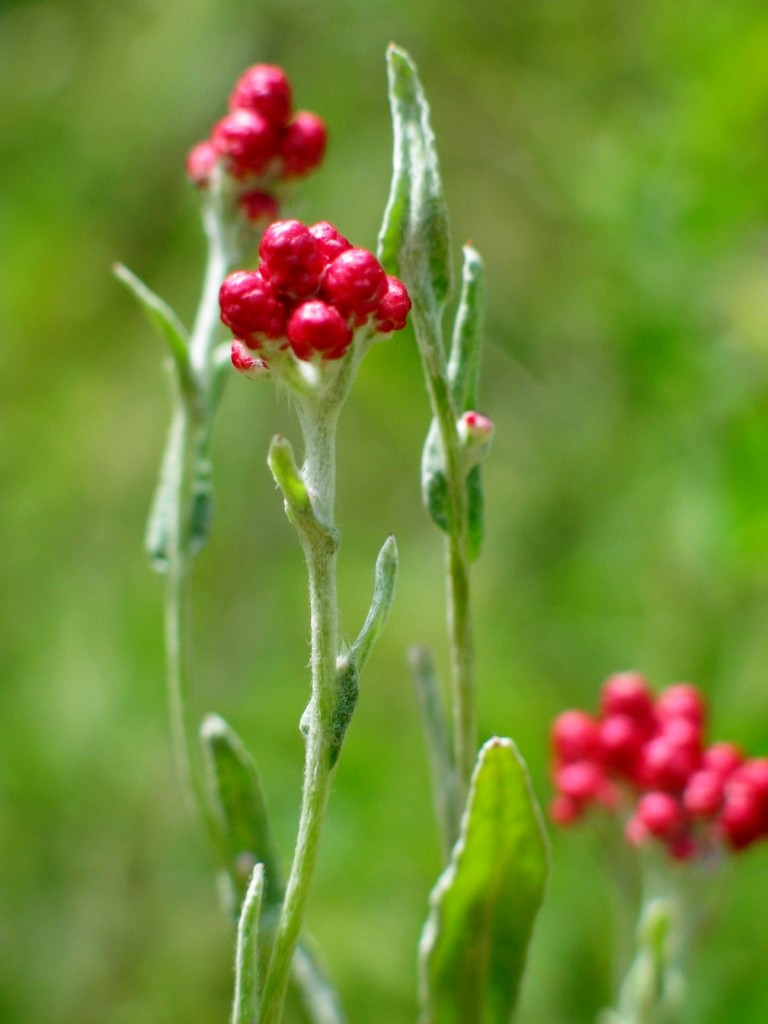
Helichrysum sanguineum

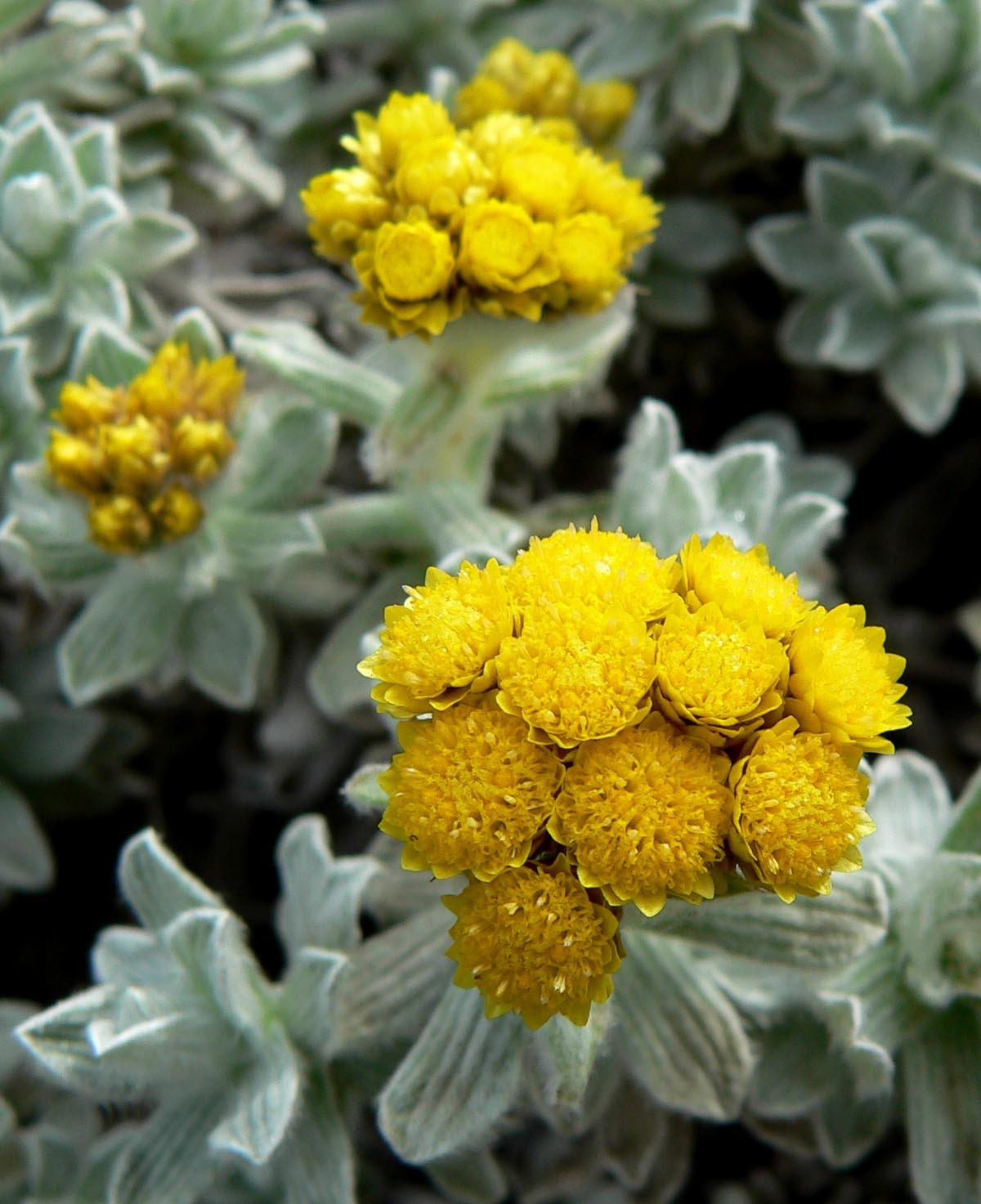
Kocanki wspaniałe

- Helichrysum achryroclinoides Baker
- Helichrysum acrophilum Bolus
- Helichrysum acutatum DC.
- Helichrysum adenocarpum DC.
- Helichrysum albanense Hilliard
- Helichrysum albertense Hilliard
- Helichrysum albiflorum Moeser
- Helichrysum albilanatum Hilliard
- Helichrysum albirosulatum Killick
- Helichrysum albobrunneum S.Moore
- Helichrysum album N.E.Br.
- Helichrysum allioides Less.
- Helichrysum alsinoides DC.
- Helichrysum alticola Bolus
- Helichrysum altigenum Schltr. & Moeser
- Helichrysum alucense García-Cas., S.Scholz & E.Hernandez
- Helichrysum × ambiguum (Pers.) C.Presl
- Helichrysum amblyphyllum Mattf.
- Helichrysum amboense Schinz
- Helichrysum ambondrombeense Humbert
- Helichrysum ambositrense Humbert
- Helichrysum ammitophilum Hilliard
- Helichrysum amorginum Boiss. & Orph.
- Helichrysum amplectens Hilliard
- Helichrysum andohahelense Humbert
- Helichrysum angavense Humbert
- Helichrysum angustifrondeum S.Moore
- Helichrysum anomalum Less.
- Helichrysum antandroi Scott Elliot
- Helichrysum aphelexioides DC.
- Helichrysum appendiculatum Less.
- Helichrysum araxinum Takht. ex Kirp.
- Helichrysum arbuscula Chiov.
- Helichrysum archeri Compton
- Helichrysum archimedeum C.Brullo & Brullo
- Helichrysum arenarium (L.) Moench – kocanki piaskowe
- Helichrysum arenicola M.D.Hend.
- Helichrysum argentissimum J.M.Wood
- Helichrysum argyranthum O.Hoffm.
- Helichrysum argyrochlamys Humbert
- Helichrysum argyrolepis MacOwan
- Helichrysum argyrophyllum DC.
- Helichrysum argyrosphaerum DC.
- Helichrysum armenium DC.
- Helichrysum arnicoides Cordem.
- Helichrysum artemisioides Boiss. & Hausskn.
- Helichrysum artvinense P.H.Davis & Kupicha
- Helichrysum arussense Chiov.
- Helichrysum arwae J.R.I.Wood
- Helichrysum asperum (Thunb.) Hilliard & B.L.Burtt
- Helichrysum athanaton Georgiadou & Rech.f.
- Helichrysum athrixiifolium (Kuntze) Moeser
- Helichrysum attenuatum Humbert
- Helichrysum aucheri Boiss.
- Helichrysum aurantiacum Boiss. & A.Huet
- Helichrysum aureofolium Hilliard
- Helichrysum aureolum Hilliard
- Helichrysum aureum (Hoult.) Merr.
- Helichrysum auriceps Hilliard
- Helichrysum auronitens Sch.Bip.
- Helichrysum bachmannii Klatt
- Helichrysum bakeri Humbert
- Helichrysum bampsianum Lisowski
- Helichrysum baronii Humbert
- Helichrysum barorum Humbert
- Helichrysum basalticum Hilliard
- Helichrysum bellidiastrum Moeser
- Helichrysum bellum Hilliard
- Helichrysum benguellense Hiern
- Helichrysum benoistii Humbert
- Helichrysum benthamii R.Vig. & Humbert
- Helichrysum betsiliense Klatt
- Helichrysum biafranum Hook.f.
- Helichrysum boiteaui Humbert
- Helichrysum bracteiferum Humbert
- Helichrysum brassii Brenan
- Helichrysum brevifolium Humbert
- Helichrysum brownei S.Moore
- Helichrysum brunioides Moeser
- Helichrysum buchananii Engl.
- Helichrysum buddlejoides DC.
- Helichrysum bujerianum DC.
- Helichrysum buschii Juz.
- Helichrysum caespititium (DC.) Sond.
- Helichrysum callicomum Harv.
- Helichrysum calocephalum Klatt
- Helichrysum calocladum Humbert
- Helichrysum calvertianum (F.Muell.) F.Muell.
- Helichrysum cameroonense Hutch. & Dalziel
- Helichrysum campanulatum Humbert
- Helichrysum camusianum Humbert
- Helichrysum candolleanum H.Buek
- Helichrysum capense Hilliard
- Helichrysum cataractarum Beentje
- Helichrysum catipes Harv.
- Helichrysum cephaloideum DC.
- Helichrysum cerastoides DC.
- Helichrysum cespitosum DC.
- Helichrysum chamaeyucca Humbert
- Helichrysum chasei Wild
- Helichrysum chasmolycium P.H.Davis
- Helichrysum chermezonii Humbert
- Helichrysum chionoides Philipson
- Helichrysum chionophilum Boiss. & Balansa
- Helichrysum chionosphaerum DC.
- Helichrysum chrysargyrum Moeser
- Helichrysum chrysophorum S.Moore
- Helichrysum citricephalum Hilliard & B.L.Burtt
- Helichrysum citrispinum Delile
- Helichrysum cochinchinense Spreng.
- Helichrysum cochleariforme DC.
- Helichrysum compactum Boiss. – kocanki zwarte
- Helichrysum concursum S.Moore
- Helichrysum confertifolium Klatt
- Helichrysum confertum N.E.Br.
- Helichrysum congolanum Schltr. & O.Hoffm.
- Helichrysum cooperi Harv.
- Helichrysum cordifolium DC.
- Helichrysum coriaceum Sond.
- Helichrysum coursii Humbert
- Helichrysum crassifolium (L.) D.Don ex G.Don
- Helichrysum cremnophilum Humbert
- Helichrysum crispum D.Don ex G.Don
- Helichrysum cryptomerioides Baker
- Helichrysum cuspidatum Mesfin & T.Reilly
- Helichrysum cutchicum (C.B.Clarke) R.S.Rao & Deshp.
- Helichrysum cylindriflorum (L.) Hilliard & B.L.Burtt
- Helichrysum cymosum (L.) D.Don ex G.Don
- Helichrysum danguyanum Humbert
- Helichrysum dasyanthum Sweet
- Helichrysum dasycephalum O.Hoffm.
- Helichrysum dasymallum Hilliard
- Helichrysum decaryi Humbert
- Helichrysum decorum DC.
- Helichrysum decrescentisquamat um Humbert
- Helichrysum deltoideum Humbert
- Helichrysum denae Ponert
- Helichrysum depressum (Hook.f.) Benth. & Hook.f.
- Helichrysum deserticola Hilliard
- Helichrysum devium J.Y.Johnson
- Helichrysum devredii Lisowski
- Helichrysum dichotomum Humbert
- Helichrysum dichroolepis Brenan
- Helichrysum dichroum Humbert
- Helichrysum difficile Hilliard
- Helichrysum diffusum DC.
- Helichrysum dimorphotrichum Humbert
- Helichrysum diotoides DC.
- Helichrysum doerfleri Rech.f.
- Helichrysum dracaenifolium Humbert
- Helichrysum drakensbergense Killick
- Helichrysum dregeanum Sond. & Harv.
- Helichrysum dubardii R.Vig. & Humbert
- Helichrysum dunense Hilliard
- Helichrysum duvigneaudii Lisowski
- Helichrysum ecklonis Sond.
- Helichrysum edwardsii Wild
- Helichrysum elegantissimum DC.
- Helichrysum elephantinum Cufod.
- Helichrysum ellipticifolium Moeser
- Helichrysum ephelos Hilliard
- Helichrysum erigavoanum Mesfin & T.Reilly
- Helichrysum errerae Tineo
- Helichrysum erubescens Hilliard
- Helichrysum evansii Hilliard
- Helichrysum excisum Less.
- Helichrysum faradifani Scott Elliot
- Helichrysum felinum Less.
- Helichrysum ferganicum Lazkov & Sultanova
- Helichrysum filaginoides Humbert
- Helichrysum filicaule Hook.f.
- Helichrysum flagellare Baker
- Helichrysum flammeiceps Brenan
- Helichrysum flanaganii Bolus
- Helichrysum foetidum Moench
- Helichrysum foliosum Humbert
- Helichrysum × fontqueri J.M.Aparicio, D.Mesa, J.Moro & F.Royo
- Helichrysum formosissimum Sch.Bip.
- Helichrysum forskahlii (J.F.Gmel.) Hilliard & B.L.Burtt
- Helichrysum forsythii Humbert
- Helichrysum fourcadei Hilliard
- Helichrysum foveolatum Ponert
- Helichrysum fruticans D.Don
- Helichrysum fulgens Humbert & Staner
- Helichrysum fulvescens DC.
- Helichrysum fulvum N.E.Br.
- Helichrysum funereum Chiov.
- Helichrysum gaharoense Moeser & Schltr.
- Helichrysum galpinii N.E.Br.
- Helichrysum gariepinum DC.
- Helichrysum geayi Humbert & Humbert
- Helichrysum geminatum Klatt
- Helichrysum geniorum Humbert
- Helichrysum glaciale Hilliard
- Helichrysum glanduliferum Sch.Bip.
- Helichrysum glandulosum Ledeb.
- Helichrysum globiferum Boiss.
- Helichrysum globosum Sch.Bip.
- Helichrysum glomeratum Klatt
- Helichrysum gloria-dei Chiov.
- Helichrysum glossophyllum Humbert
- Helichrysum glumaceum DC.
- Helichrysum goetzeanum O.Hoffm.
- Helichrysum gofense Cufod.
- Helichrysum gossypinum Sch.Bip.
- Helichrysum goulandriorum Georgiadou
- Helichrysum gradatum Humbert
- Helichrysum grandibracteatum M.D.Hend.
- Helichrysum grandiflorum D.Don
- Helichrysum graniticola Wild
- Helichrysum graveolens (M.Bieb.) Sweet
- Helichrysum griseolanatum Hilliard
- Helichrysum griseum Sond.
- Helichrysum gymnocephalum Humbert
- Helichrysum gymnocomum DC.
- Helichrysum hamulosum DC.
- Helichrysum harennense Mesfin
- Helichrysum harveyanum Wild
- Helichrysum haygarthii Bolus
- Helichrysum hebelepis DC.
- Helichrysum hedbergianum Mesfin & T.Reilly
- Helichrysum heldreichii Boiss.
- Helichrysum helianthemifolium D.Don ex G.Don
- Helichrysum heliotropifolium DC.
- Helichrysum helvolum Moeser
- Helichrysum herbaceum (Andrews) Sweet
- Helichrysum herniarioides DC.
- Helichrysum heterolasium Hilliard
- Helichrysum heterotrichum Humbert
- Helichrysum heywoodianum P.H.Davis
- Helichrysum hilliardiae Wild
- Helichrysum hirtum Humbert
- Helichrysum homilochrysum S.Moore
- Helichrysum hookerianum Wight & Arn. ex DC.
- Helichrysum horridum (Sch.Bip.) A.Rich.
- Helichrysum humbertii Sillans
- Helichrysum humblotii Klatt
- Helichrysum hyblaeum
- Helichrysum hyphocephalum Hilliard
- Helichrysum hypoleucum Harv.
- Helichrysum ibityense R.Vig. & Humbert
- Helichrysum incarnatum DC.
- Helichrysum indicum (L.) Grierson
- Helichrysum indutum Humbert
- Helichrysum ingomense Hilliard
- Helichrysum inornatum Hilliard & B.L.Burtt
- Helichrysum interjacens Hilliard
- Helichrysum interzonale Compton
- Helichrysum intricatum DC.
- Helichrysum inyangense Wild
- Helichrysum isalense Humbert
- Helichrysum isolepis Bolus
- Helichrysum italicum (Roth) G.Don – kocanki włoskie
- Helichrysum itremense Humbert
- Helichrysum jubilatum Hilliard
- Helichrysum junodii Moeser
- Helichrysum kalandanum Lisowski
- Helichrysum × kani-isikii Semiz, Şenol & Günal
- Helichrysum kashgaricum C.H.An
- Helichrysum keilii Moeser
- Helichrysum kermanicum Mozaff. & Rajaei
- Helichrysum kilimanjari Oliv.
- Helichrysum kirkii Oliv. & Hiern
- Helichrysum kitianum Yıldız
- Helichrysum korongoni Beentje
- Helichrysum kraussii Sch.Bip.
- Helichrysum krebsianum Less.
- Helichrysum krookii Moeser
- Helichrysum lacteum Coss. & Durieu
- Helichrysum lambertianum DC.
- Helichrysum lancifolium Willd.
- Helichrysum lanuginosum Humbert & Humbert
- Helichrysum lastii Engl.
- Helichrysum lavanduloides DC.
- Helichrysum lawalreeanum Lisowski
- Helichrysum lecomtei R.Vig. & Humbert
- Helichrysum leimanthium Klatt
- Helichrysum lejolyanum Lisowski
- Helichrysum leontonyx DC.
- Helichrysum lepidissimum S.Moore
- Helichrysum leptocephalum (DC.) Humbert
- Helichrysum leptorhizum DC.
- Helichrysum lesliei Hilliard
- Helichrysum leucocephalum Boiss.
- Helichrysum leucocladum Humbert
- Helichrysum leucopsideum DC.
- Helichrysum leucosphaerum Baker
- Helichrysum lineare DC.
- Helichrysum lineatum Bolus
- Helichrysum lingulatum Hilliard
- Helichrysum litorale Bolus
- Helichrysum litoreum Guss.
- Helichrysum longifolium DC.
- Helichrysum longinquum Hilliard
- Helichrysum longiramum Moeser
- Helichrysum lucilioides Less.
- Helichrysum luzulifolium DC.
- Helichrysum madagascariense DC.
- Helichrysum maestum Wild
- Helichrysum mahafaly Humbert
- Helichrysum malaisseanum Lisowski
- Helichrysum mandrarense Humbert
- Helichrysum mangorense Humbert
- Helichrysum mannii Hook.f.
- Helichrysum manopappoides Humbert
- Helichrysum maracandicum Popov ex Kirp.
- Helichrysum maranguense O.Hoffm.
- Helichrysum marginatum DC.
- Helichrysum mariepscopicum Hilliard
- Helichrysum marifolium DC.
- Helichrysum marlothianum O.Hoffm.
- Helichrysum marmarolepis S.Moore
- Helichrysum marojejyense Humbert
- Helichrysum massanellanum Herrando, J.M.Blanco, L.Sáez & Galbany
- Helichrysum mauritianum A.J.Scott
- Helichrysum mechowianum Klatt
- Helichrysum melaleucum Rchb. ex Holl
- Helichrysum melanacme DC.
- Helichrysum membranaceum Wild
- Helichrysum meyeri-johannis Engl.
- Helichrysum miconiifolium DC.
- Helichrysum microcephalum DC.
- Helichrysum micropoides DC.
- Helichrysum mildbraedii Moeser
- Helichrysum milfordiae Killick – kocanki Milfordy
- Helichrysum milleri Hilliard
- Helichrysum milne-redheadii Brenan
- Helichrysum mimetes S.Moore
- Helichrysum minutiflorum Humbert
- Helichrysum mirabile Humbert
- Helichrysum mixtum O.Hoffm.
- Helichrysum moeserianum Thell.
- Helichrysum moggii Wild
- Helichrysum molestum Hilliard
- Helichrysum mollifolium Hilliard
- Helichrysum monizii Lowe
- Helichrysum monodianum Quézel
- Helichrysum monogynum B.L.Burtt & Sunding
- Helichrysum montanum DC.
- Helichrysum monticola Hilliard
- Helichrysum montis-cati Hilliard
- Helichrysum mossamedense (Hiern) Mendonça
- Helichrysum mundii Harv.
- Helichrysum mussae Nevski
- Helichrysum mutabile Hilliard
- Helichrysum mutisiifolium Less.
- Helichrysum myriocephalum Humbert
- Helichrysum nanum Klatt
- Helichrysum natalitium DC.
- Helichrysum nebrodense Heldr.
- Helichrysum neoachyroclinoides  Humbert
- Helichrysum neocaledonicum Schltr.
- Helichrysum neoisalense Humbert
- Helichrysum nervicinctum Humbert
- Helichrysum newii Oliv. & Hiern
- Helichrysum nicolai N.Kilian, Galbany & Oberpr.
- Helichrysum nimbicola Hilliard
- Helichrysum nitens Oliv. & Hiern
- Helichrysum niveum Less.
- Helichrysum noeanum Boiss.
- Helichrysum nogaicum Tzvelev
- Helichrysum nudifolium (L.) Less.
- Helichrysum nuratavicum Krasch.
- Helichrysum obconicum DC.
- Helichrysum obductum Bolus
- Helichrysum obtusum Moeser
- Helichrysum ochraceum Klatt
- Helichrysum odoratissimum (L.) Sweet
- Helichrysum ogadense Mesfin
- Helichrysum oligocephalum DC.
- Helichrysum oligochaetum F.Muell.
- Helichrysum oligopappum Bolus
- Helichrysum onivense Humbert
- Helichrysum oocephalum Boiss.
- Helichrysum opacum Klatt
- Helichrysum orbicularifolium Sümbül, Göktürk & O.D.Düșen
- Helichrysum oreophilum Klatt
- Helichrysum orientale (L.) Gaertn.
- Helichrysum orothamnus Humbert
- Helichrysum outeniquense Hilliard
- Helichrysum oxybelium DC.
- Helichrysum pagophilum M.D.Hend. – kocanki sztywne
- Helichrysum paleatum Hilliard
- Helichrysum pallasii (Spreng.) Ledeb.
- Helichrysum pallens S.Moore
- Helichrysum pallidum DC.
- Helichrysum palustre Hilliard
- Helichrysum pamphylicum P.H.Davis & Kupicha
- Helichrysum panduratum O.Hoffm. ex De Wild. & T.Durand
- Helichrysum pandurifolium Schrank
- Helichrysum pannosum DC.
- Helichrysum panormitanum Guss.
- Helichrysum paronychioides DC.
- Helichrysum pascuosum S.Moore
- Helichrysum patulifolium Baker
- Helichrysum patulum D.Don
- Helichrysum paulayanum Vierh.
- Helichrysum pawekiae Wild
- Helichrysum pedunculatum Hilliard & B.L.Burtt
- Helichrysum pendulum (C.Presl) C.Presl
- Helichrysum pentzioides Less.
- Helichrysum perlanigerum Gamble
- Helichrysum perrieri Humbert
- Helichrysum persicum F.Ghahrem. & Noori
- Helichrysum peshmenianum S.Erik
- Helichrysum petiolare Hilliard & B.L.Burtt – kocanki płożące
- Helichrysum petraeum Hilliard
- Helichrysum phylicifolium DC.
- Helichrysum plantago DC.
- Helichrysum platycephalum Baker
- Helichrysum platypterum DC.
- Helichrysum plebeium DC.
- Helichrysum plicatum DC.
- Helichrysum plinthocalyx Sosn.
- Helichrysum pluriceps K.Koch
- Helichrysum polhillianum Lisowski
- Helichrysum polioides B.L.Burtt
- Helichrysum polycladum Klatt
- Helichrysum pomelianum Greuter
- Helichrysum populifolium DC.
- Helichrysum praecinctum Klatt
- Helichrysum praecurrens Hilliard
- Helichrysum proteoides (Lam.) Baker
- Helichrysum pseudoanaxeton Humbert
- Helichrysum psiadiifolium Mesfin & T.Reilly
- Helichrysum psilolepis Harv.
- Helichrysum psychrophilum Boiss.
- Helichrysum pulchellum DC.
- Helichrysum pumilio (O.Hoffm.) Hilliard & B.L.Burtt
- Helichrysum pumilum Hook.f.
- Helichrysum pygmaeum Post
- Helichrysum qathlambanum Hilliard
- Helichrysum quartinianum A.Rich.
- Helichrysum raynalianum Quézel
- Helichrysum reflexum N.E.Br.
- Helichrysum refractum Hilliard
- Helichrysum retortoides N.E.Br.
- Helichrysum retortum (L.) Willd.
- Helichrysum retrorsum DC.
- Helichrysum revolutum (Thunb.) Less.
- Helichrysum rhodellum Wild
- Helichrysum × rhodium Rech.f.
- Helichrysum riparium Brenan
- Helichrysum robbrechtianum Lisowski
- Helichrysum roseoniveum Marloth & O.Hoffm.
- Helichrysum rosum Less.
- Helichrysum rotundatum Harv.
- Helichrysum rotundifolium Less.
- Helichrysum ruandense Lisowski
- Helichrysum ruderale Hilliard & B.L.Burtt
- Helichrysum rudolfii Hilliard
- Helichrysum rugulosum Less.
- Helichrysum rutilans (L.) D.Don ex G.Don
- Helichrysum saboureaui Humbert
- Helichrysum salviifolium Humbert
- Helichrysum sambiranense Humbert
- Helichrysum sanguineum (L.) Kostel.
- Helichrysum sarcolaenifolium Humbert
- Helichrysum saxatile Moris
- Helichrysum saxicola Hilliard
- Helichrysum scabrum Less.
- Helichrysum schimperi (Sch.Bip. ex A.Rich.) Moeser
- Helichrysum scitulum Hilliard & B.L.Burtt
- Helichrysum sclerochlaenum Sch.Bip. ex Moeser
- Helichrysum semifertile F.Muell.
- Helichrysum serpentinicola Wild
- Helichrysum sessile DC.
- Helichrysum sessilioides Hilliard – kocanki rozpostarte
- Helichrysum setosum Harv.
- Helichrysum sibthorpii Rouy
- Helichrysum silvaticum Hilliard
- Helichrysum simillimum DC.
- Helichrysum simulans Harv. & Sond.
- Helichrysum sivasicum Kit Tan & Yıldız
- Helichrysum solitarium Hilliard
- Helichrysum somalense Baker f.
- Helichrysum sordidum Humbert
- Helichrysum spencerianum Wild
- Helichrysum sphaeroideum Moeser
- Helichrysum spiciforme DC.
- Helichrysum spiralepis Hilliard & B.L.Burtt
- Helichrysum splendidum Less. – kocanki błyszczące
- Helichrysum spodiophyllum Hilliard & B.L.Burtt
- Helichrysum stellatum Less.
- Helichrysum stenoclinoides Humbert
- Helichrysum stenopterum DC.
- Helichrysum stilpnocephalum Humbert
- Helichrysum stoechas (L.) Moench
- Helichrysum stoloniferum (L.f.) Willd.
- Helichrysum stolzii Mattf.
- Helichrysum stuhlmannii O.Hoffm.
- Helichrysum subfalcatum Hilliard
- Helichrysum subglobosum Humbert
- Helichrysum subglomeratum Less.
- Helichrysum subluteum Burtt Davy
- Helichrysum subsimile Rech.f.
- Helichrysum subumbellatum Humbert
- Helichrysum sulphureofuscum Baker
- Helichrysum summo-montanum I.Verd.
- Helichrysum sutherlandii Harv.
- Helichrysum swynnertonii S.Moore
- Helichrysum symoensianum Lisowski
- Helichrysum syncephaloides Humbert
- Helichrysum taenari Rothm.
- Helichrysum tanacetiflorum Baker
- Helichrysum tanaiticum P.A.Smirn.
- Helichrysum tardieuae Humbert
- Helichrysum tenax M.D.Hend.
- Helichrysum tenderiense Umanets
- Helichrysum tenue Humbert
- Helichrysum tenuiculum DC.
- Helichrysum tenuifolium Killick
- Helichrysum teretifolium (L.) Sweet
- Helichrysum teydeum (Wildpret & Greuter) Raus
- Helichrysum thapsus O.Hoffm.
- Helichrysum theresae Lisowski
- Helichrysum thianschanicum Regel – kocanki tianszańskie
- Helichrysum tillandsiifolium O.Hoffm.
- Helichrysum tinctum (Thunb.) Hilliard & B.L.Burtt
- Helichrysum tithonioides Wild
- Helichrysum tomentosulum (Klatt) Merxm.
- Helichrysum tomentosum Humbert
- Helichrysum tongense Hilliard
- Helichrysum translucidum Humbert
- Helichrysum transmontanum Hilliard
- Helichrysum traversii Chiov.
- Helichrysum tricostatum Less.
- Helichrysum trilineatum DC.
- Helichrysum trinervatum Baker
- Helichrysum triplinerve DC.
- Helichrysum truncatum Burtt Davy
- Helichrysum turbinatum Fitzg.
- Helichrysum tysonii Hilliard
- Helichrysum umbellulatum S.Moore
- Helichrysum umbraculigerum Less.
- Helichrysum undulifolium Hutch. & B.L.Burtt
- Helichrysum unicapitatum Şenol, Seçmen & B.Öztürk
- Helichrysum uninervium Burtt Davy
- Helichrysum vaginatum Humbert
- Helichrysum × valentinum Rouy
- Helichrysum vernum Hilliard
- Helichrysum versicolor O.Hoffm. & Muschl.
- Helichrysum viguieri Humbert
- Helichrysum virgineum DC.
- Helichrysum vohimavense Humbert
- Helichrysum wightii C.B.Clarke ex Hook.f.
- Helichrysum wilmsii Moeser
- Helichrysum witbergense Bolus
- Helichrysum wittei Hutch. & B.L.Burtt
- Helichrysum woodii N.E.Br.
- Helichrysum xerochrysum DC.
- Helichrysum xylocladum Baker
- Helichrysum yuccifolium (Lam.) DC.
- Helichrysum yurterianum Gemici, Kit Tan, Yıldırım & M.Gemici
- Helichrysum zeyheri Less.
- Helichrysum zivojini Černjavski & Soska
- Helichrysum zwartbergense Bolus